# Drap Art
Drap Art és una associació sense ànim de lucre, fundada el 1995 a Barcelona, que promou el reciclatge creatiu i la sostenibilitat a través de l'organització de festivals, tallers i exposicions arreu del món. El Drap Art en si, és també un moviment i alhora el nom d'un festival de creació artística i reciclatge que cada any es dona cita a la ciutat de Barcelona entre els mesos de desembre i gener.